# Skálmöld

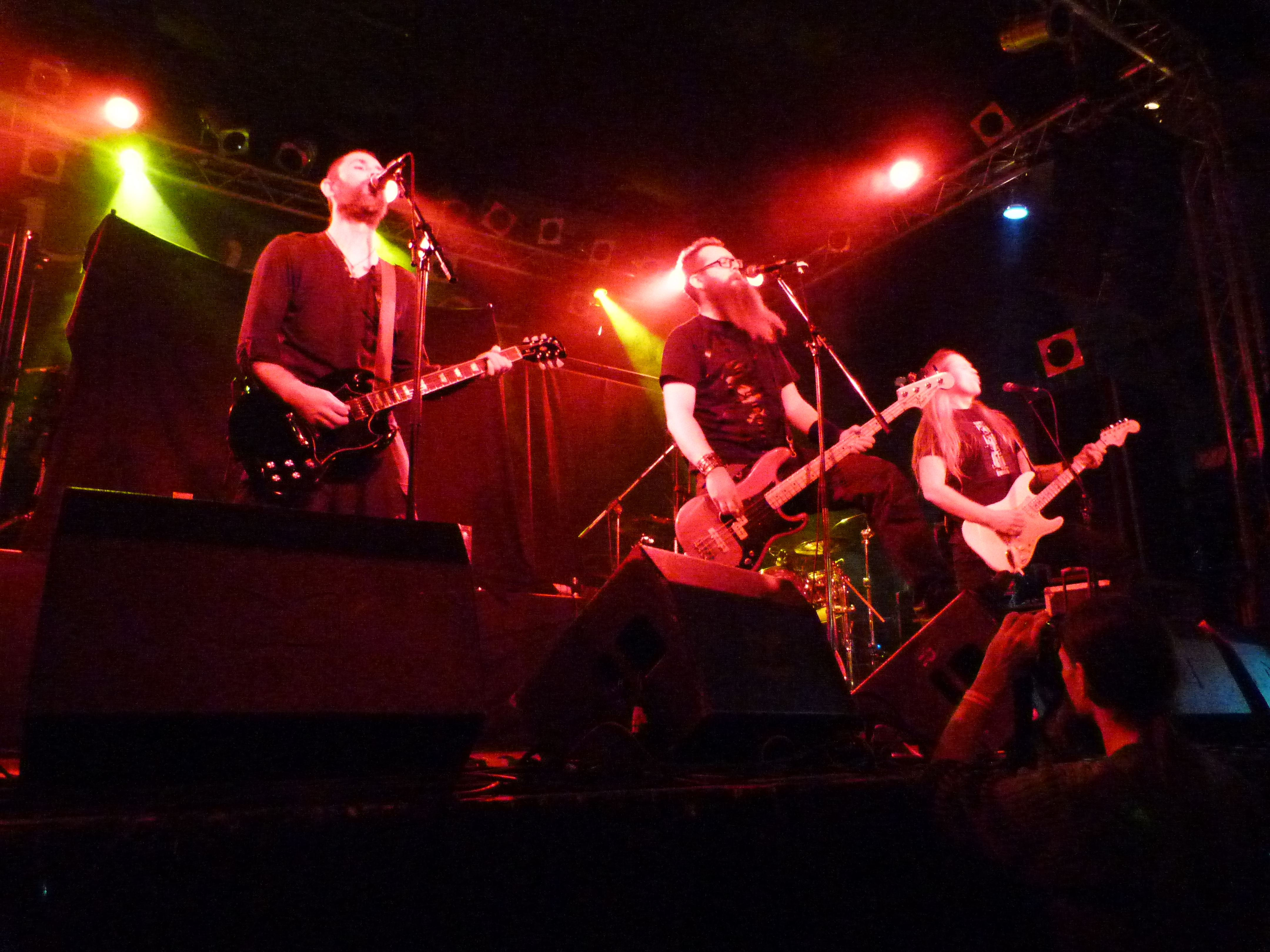
Skálmöld - Club 202, 2014

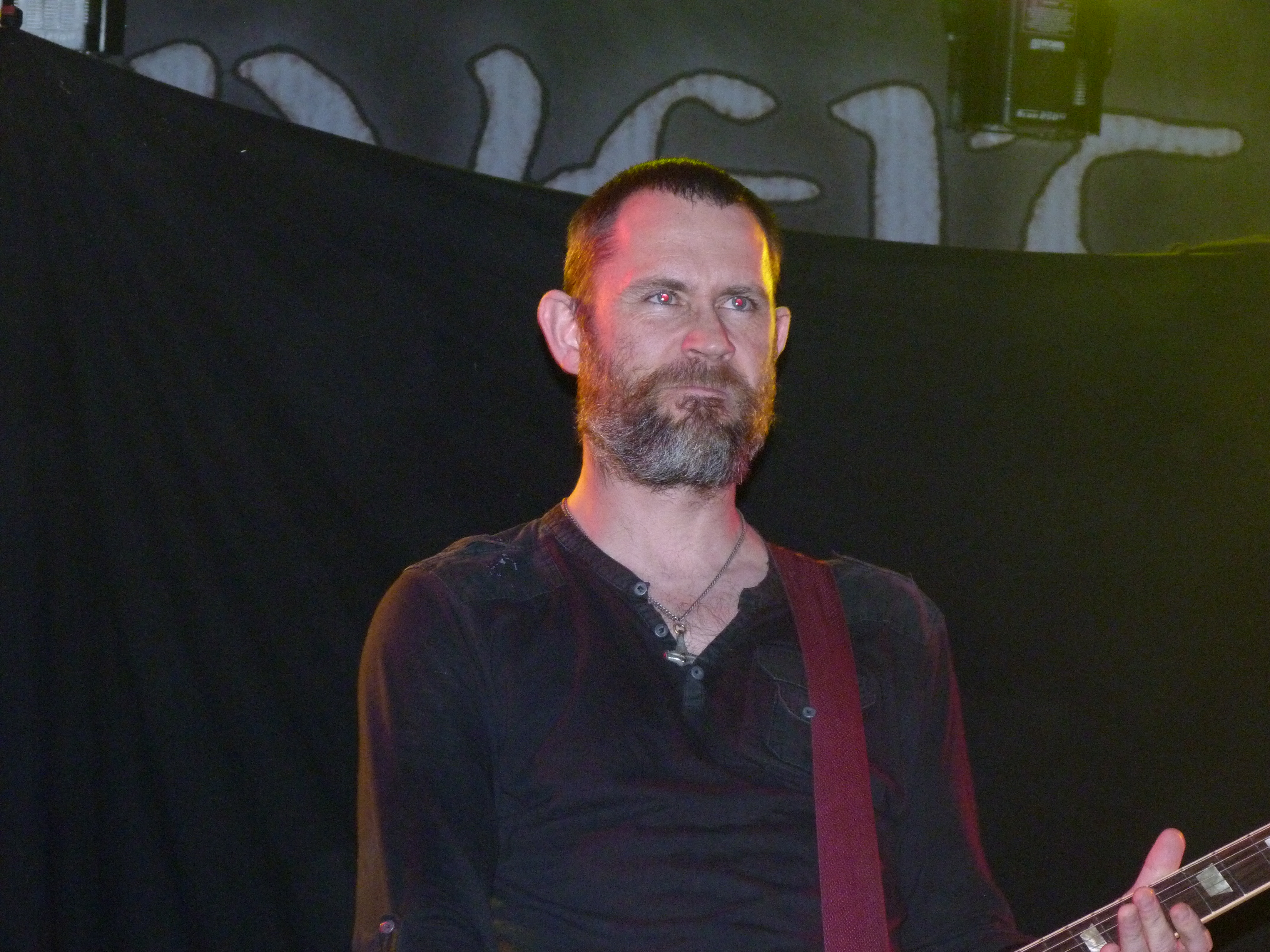
Skálmöld - Club 202, 2014

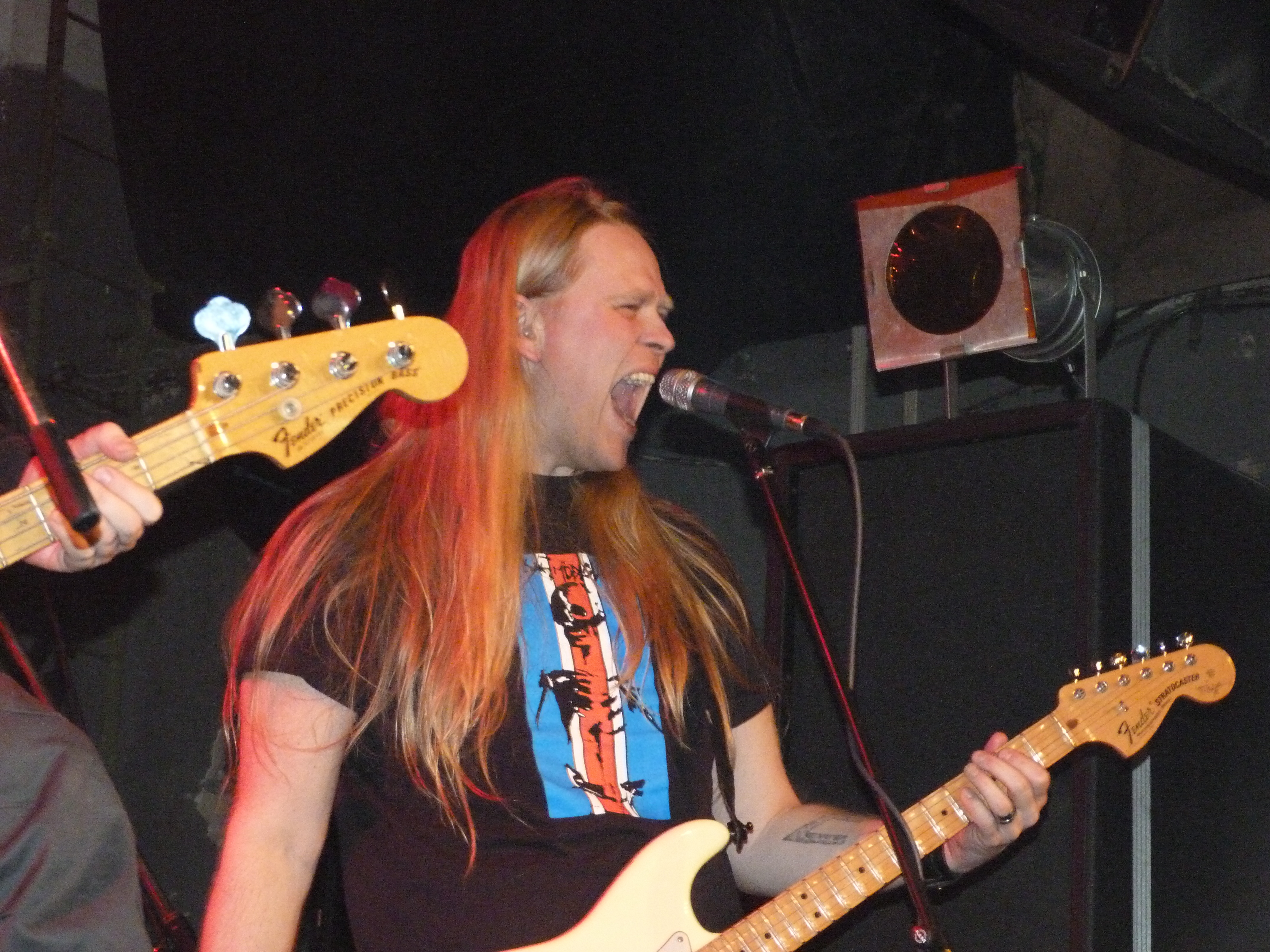
Skálmöld - Club 202, 2014

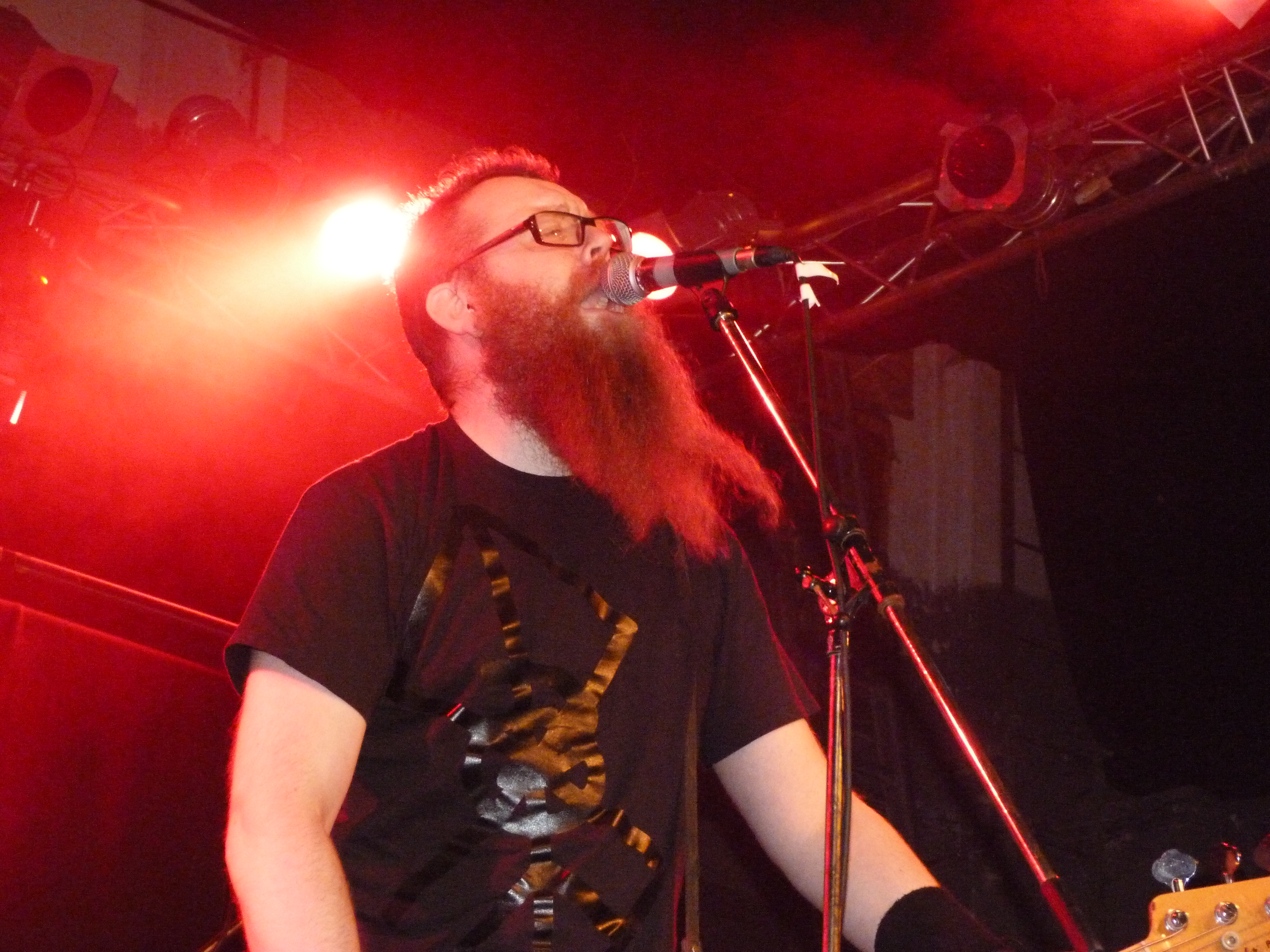
Skálmöld - Club 202, 2014

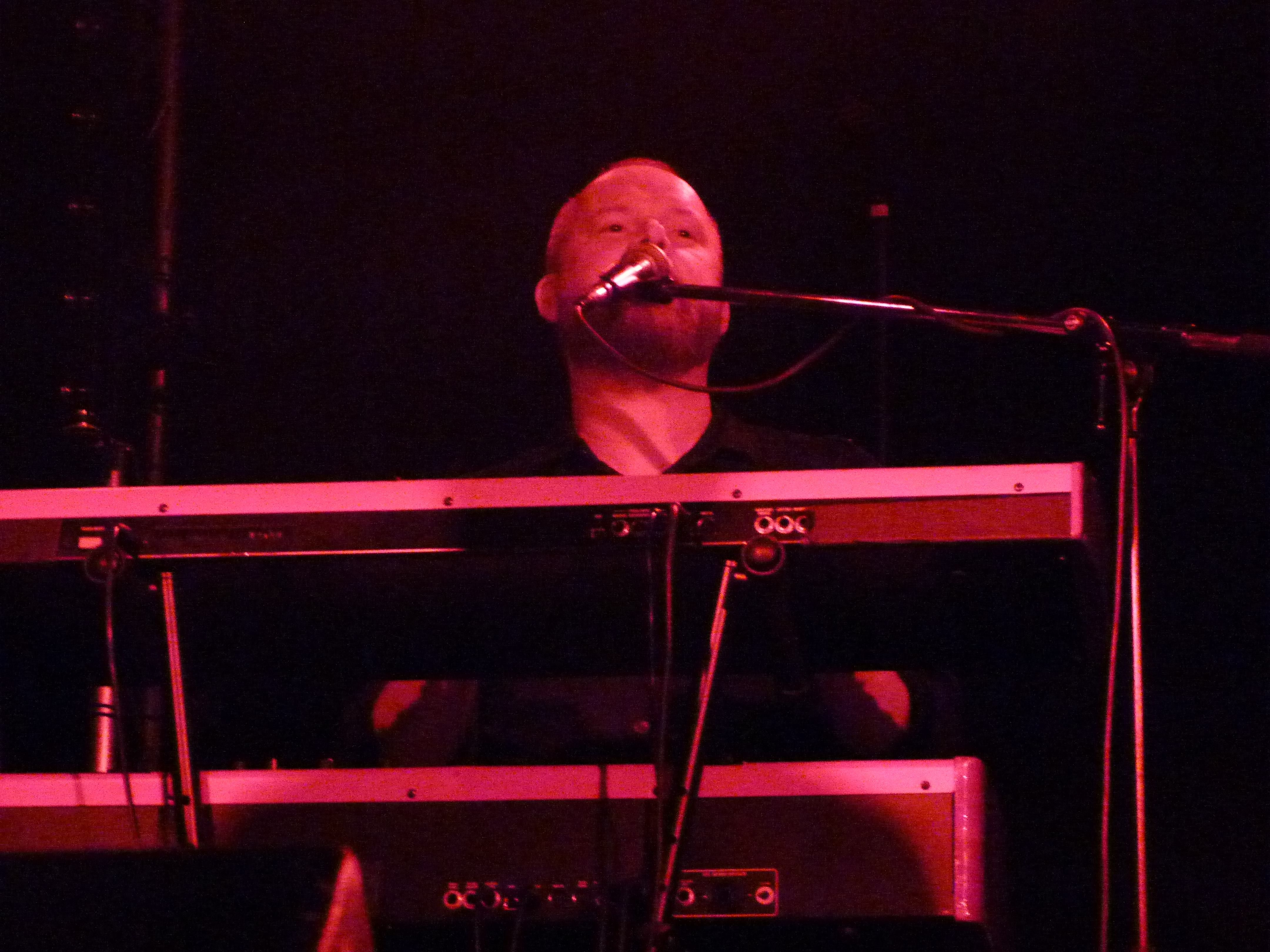
Skálmöld - Club 202, 2014

A Skálmöld egy izlandi viking/folk metal zenekar, mely 2009 augusztusában alakult Reykjavíkban. A "Skálmöld" szó jelentése: "kardok kora". A zenekar eddig négyszer koncertezett Magyarországon. A zenekar tagjaira nagy hatással volt az Iron Maiden, a Metallica, az Ensiferum, az Anthrax, a Slayer, az Amon Amarth, valamint Jón Leifs, a klasszikus izlandi zeneszerző. A zenekar az Izlandi Szimfonikus Zenekarral is játszott.

## Diszkográfia
- Baldur (2010)
- Börn Loka (2012)
- Með Vættum (2014)
- Vögguvísur Yggdrasils (2016)
- Sorgir (2018)
- Ýdalir (2023)